# Palazzo Grossi-Fusconi
Der Palazzo Grossi-Fusconi ist ein Palast aus dem 17. Jahrhundert in Farini, einem Stadtteil von Ravenna in der italienischen Region Emilia-Romagna. Er liegt in der Via di Roma 69.

## Geschichte
Ursprünglich gehörte der Palast der Familie Barbucchielli. Später kauften ihn die Grossis. Um die Mitte des 19. Jahrhunderts gelangte die Familie Fusconi in den Besitz des Palastes, verkaufte ihn aber im 20. Jahrhundert an die Provinz Ravenna. Heute ist dort ein regionales Schulbüro untergebracht.

## Beschreibung
Der barocke Palast hat eine Hauptfassade mit drei Stockwerken. Das mit einem Bogen versehene Eingangstor umgibt ein Band aus Steinelementen. Darüber ist ein Schild mit dem Wappen der Familie angebracht.
In dem Palast gibt es ein Atrium, reich an Stuck, mit Gewölbedecke. Eine Treppe mit Marmorsäulen führt ins erste Obergeschoss. Dort gibt es einige Säle, die in klassizistischem Stil ausgemalt sind. Die sechs Türen, die sich an den Wänden spiegeln, sind mit Lisenen und Bögen verziert. Der Innenhof ist mit einem Brunnen und einem seltenen, kleinen Barocktempel aus dem 18. Jahrhundert ausgestattet. Dieser ist mit Familienwappen bemalt.